# Mondo Verlag
Die Mondo Verlag AG war ein Verlagsunternehmen mit Sitz in Vevey in der Schweiz. Kunden konnten mit Sammelpunkten, die sich auf verschiedenen Produkten des täglichen Bedarfs befinden, günstiger Bücher, Spielzeug oder Gebrauchsartikel einlösen. Der Verlag zählte zu den grössten derartigen Anbietern in der Schweiz.

## Geschichte
Der Verlag wurde 1966 gegründet und zählt damit zu den ältesten Kundenrabattsystemen der Schweiz. Das zu Nestlé Schweiz gehörende Unternehmen wurde im Juni 2012 an die Aargauer BEA + Poly-Verlags AG verkauft. Noch existierende Mondo-Punkte werden vom BEA-Verlag bis heute akzeptiert.

## Editionen
Der Verlag brachte auch eigene Editionen von Büchern heraus, zum Beispiel die Serie Geschichten aus dem Fabelwald von Tony Wolf.